# Brooklands
Brooklands war eine englische Motorsport-Renn- und Teststrecke in Weybridge in Surrey, die als erste auf der Welt nur für Test- und Rennfahrten genutzt wurde. Zwischenzeitlich wurde sie nur noch als Flugplatz und nunmehr als Standort für ein Automobilmuseum genutzt.
Auf dem Gelände unterhält die Daimler AG zurzeit eine Testanlage. Die Reste der Rennstrecke werden von der Historischen Gesellschaft unterhalten, deren erster Vorsitzender Stirling Moss war.

## Geschichte

### Entstehung

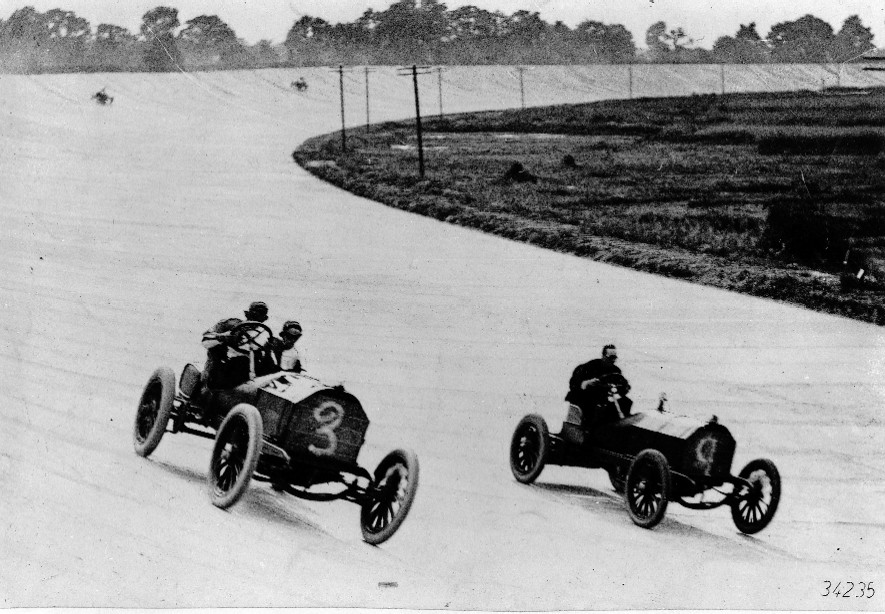
Siegerwagen Mercedes 120 PS: Dario Resta (Startnummer 3) gewinnt das Rennen um den „Prix de la France“ am 5. August 1907 auf der Rennstrecke von Brooklands und J. E. Hutton (Startnummer 9) belegt Platz 2.

Ein wohlhabender Großgrundbesitzer namens Hugh Fortescue Locke-King, ein Nachkomme des 1. Baron King, machte 1906 seine Grand Tour durch Europa und entdeckte dabei, dass es auf den britischen Inseln noch keine einzige Teststrecke gab, mit deren Hilfe man im automobilen Wettbewerb mit dem Kontinent hätte bestehen können.
Relativ rasch hatte er sich ein in Betracht kommendes Grundstück ausgewählt, welches in der Nähe der Weybridge High Street, Surrey und einer Biegung des River Wey lag. Den Namen hatte der Kurs durch einen Lord des 12. Jahrhunderts, Robert de Brok, erhalten, dessen Besitzungen von Heinrich III. als Jagdgründe genutzt wurden. Seit 1830 war das Gebiet im Besitz von Peter King, 7. Baron Ockham, als dessen Sohn Hugh Locke-King über dieses Gebiet verfügen konnte.
Auf dem Terrain, das wie ein natürliches Amphitheater aussah, ließ er in der Form eines 5,23 km langen ovalen Rundkurses mit zwei überhöhten Kurven, der in den 1930er Jahren um weitere flache Straßen im Innenraum ergänzt wurde, die erste zweckgebundene Rennstrecke der Welt bauen. Aus seinem Privatvermögen investierte er 150.000 Pfund. Letztendlich waren 2000 Arbeiter mit dem Bau beschäftigt.

### Eröffnung
Am 17. Juni 1907 wurde die Strecke mit einem großen Fest, Auto- und Pferderennen, auf die man damals nicht verzichten wollte, eröffnet. Noch gab es kaum Vorbilder für solche Veranstaltungen, und so lehnten sich die Regeln an Pferderennen an: Um die Fahrzeuge voneinander zu unterscheiden, trugen die Fahrer wie Jockeys farbige Rennjacken. Fahrtrichtung war gegen den Uhrzeigersinn. Jeder Teilnehmer legte die vorgegebene Rundenzahl zurück und bog nach der letzten Runde in die Zielgerade ein. Hinter der Ziellinie ging es noch ein kurzes Stück wieder über die Strecke, bevor eine Straße links Richtung Boxengasse führte.
Die unternehmungslustige Gattin des Gründers, Ethel Locke-King, donnerte in ihrem riesigen Itala mit der damals sagenhaften Geschwindigkeit von 90 mph (145 km/h) über die erhöhten Kurven – das damalige öffentliche Geschwindigkeitslimit lag bei nur 20 mph (32 km/h).
Die Gottlieb Daimler Memorial Plate wurde ausgelobt – ein Daimler gewann mit fast einer Runde Vorsprung. Beim Montague Cup am gleichen Tag fuhr ein Mercedes 120 PS als Erster über die Ziellinie; eine offizielle Zeit gab es nicht, aber man vermutete eine Durchschnittsgeschwindigkeit von 82 mph (132 km/h).

### Die Rennstrecke im Detail
Die Gesamtlänge der Rennstrecke inklusive der Zielgeraden betrug 5,2 Kilometer (3,25 Meilen), 3,2 Kilometer davon waren ebene Strecke, alles rund 30 Meter breit. Die längere der Steilkurven, Byfleet Banking, hatte einen mittleren Radius von 472 Meter, war rund sechs Meter hoch und hatte eine Überhöhung von fünf Metern. Diese lang gestreckte Kurve senkte sich ab, bevor die Strecke den River Wey überquerte und sich an der „Fork“ teilte: Links die Zielgerade, rechts stieg der Kurs wieder an in Richtung der kürzeren Members Banking, die einen mittleren Radius von 305 Meter hatte, 8,50 Meter hoch war und eine Überhöhung von zehn Metern hatte, bevor sie in eine flache Gerade überging, die entlang der Eisenbahnlinie („Railway Straight“) wieder zum Byfleet Banking führte.
5000 Sitzplätze waren vorhanden, der Raum für Stehplätze wird auf 250.000 Stück geschätzt. Entlang der Strecke gab es sieben Ausweichbuchten, und alle 275 Meter standen Streckenposten-Hütten, die über elektrische Glocken und Telefon miteinander verbunden waren. Die Boxenanlage befand sich auf der kursinneren Seite der Zielgeraden, dort waren auch das repräsentative Clubhaus und Büros. Fahrzeuge gelangen auf den Kurs durch einen Tunnel unterhalb des Members Banking und eine Straße Richtung Boxenanlage. Besucher kamen zu Fuß durch mehrere Drehkreuze hinein.
Eine Änderung in Brooklands passierte 1909 mit dem Bau des „Test Hill“. An dem Hügel konnten die Autohersteller die Steigfähigkeit und die Bremsen ihrer Fahrzeuge testen. Die schmale Betonfahrbahn lief über 107 Meter in unterschiedlichen Steigungsgraden von 1:4 bis 1:8, die durchschnittliche Steigung betrug 1:5.
Eine sehr wichtige Ergänzung war 1937 der „Campbell Circuit“. Er zweigte auf der Railway Straight von der Hauptstrecke ab und führte über eine kurvenreiche Strecke im Innern des Ovals, bis er auf die Zielgerade traf. Der Campbell Circuit Brooklands’ war Antwort auf die Konkurrenz im eigenen Land: 1933 wird die Rennstrecke Donington Park eröffnet, 1937 ein Kurs in Crystal Palace.

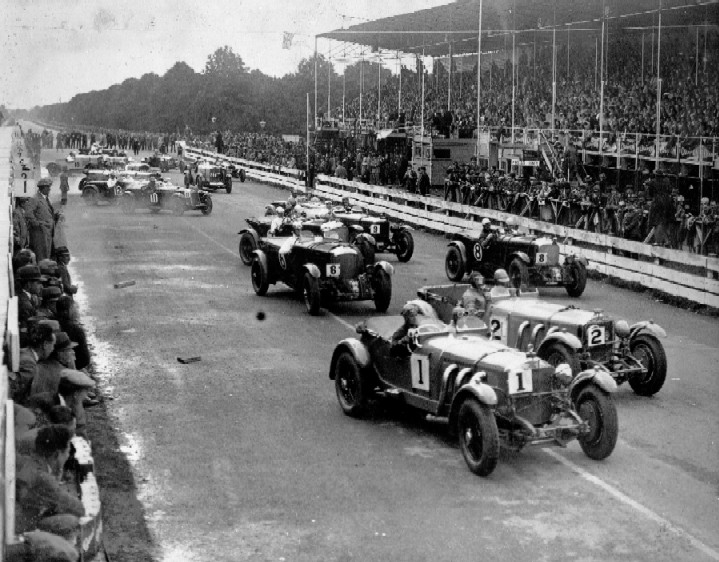
Brooklands 1930

### Test- und Rennstrecke
Nach 1920 sollte der Motorsport und Testfahrten zum eigentlichen Anziehungspunkt für Brooklands werden. Gerade das Testen der Automobile wurde nun immer stärker standardisiert und die Brookland-Strecke galt damals als Gradmesser für die Qualitäten des Fahrwerks wie des Motors.
Mitte der 1930er Jahre hatte die alte Strecke ihren Zenit überschritten. Der Beton wies grobe Risse und Verwerfungen auf, die Wagen machten große Sprünge und wurden über Gebühr strapaziert, die Unfallgefahr war zu groß. Die modernen Monoposto-Wagen erreichten zudem auch auf normalen Strecken enorme Geschwindigkeiten, das überhöhte Oval in Brooklands war dafür nicht mehr notwendig, sondern eher hinderlich.
Mit Donington Park, in der Nähe von Derby, und Crystal Palace, London, traten modernere Rennstrecken in den Wettbewerb, so dass Brooklands ins Hintertreffen geriet.

### Umbau und heutiger Stand

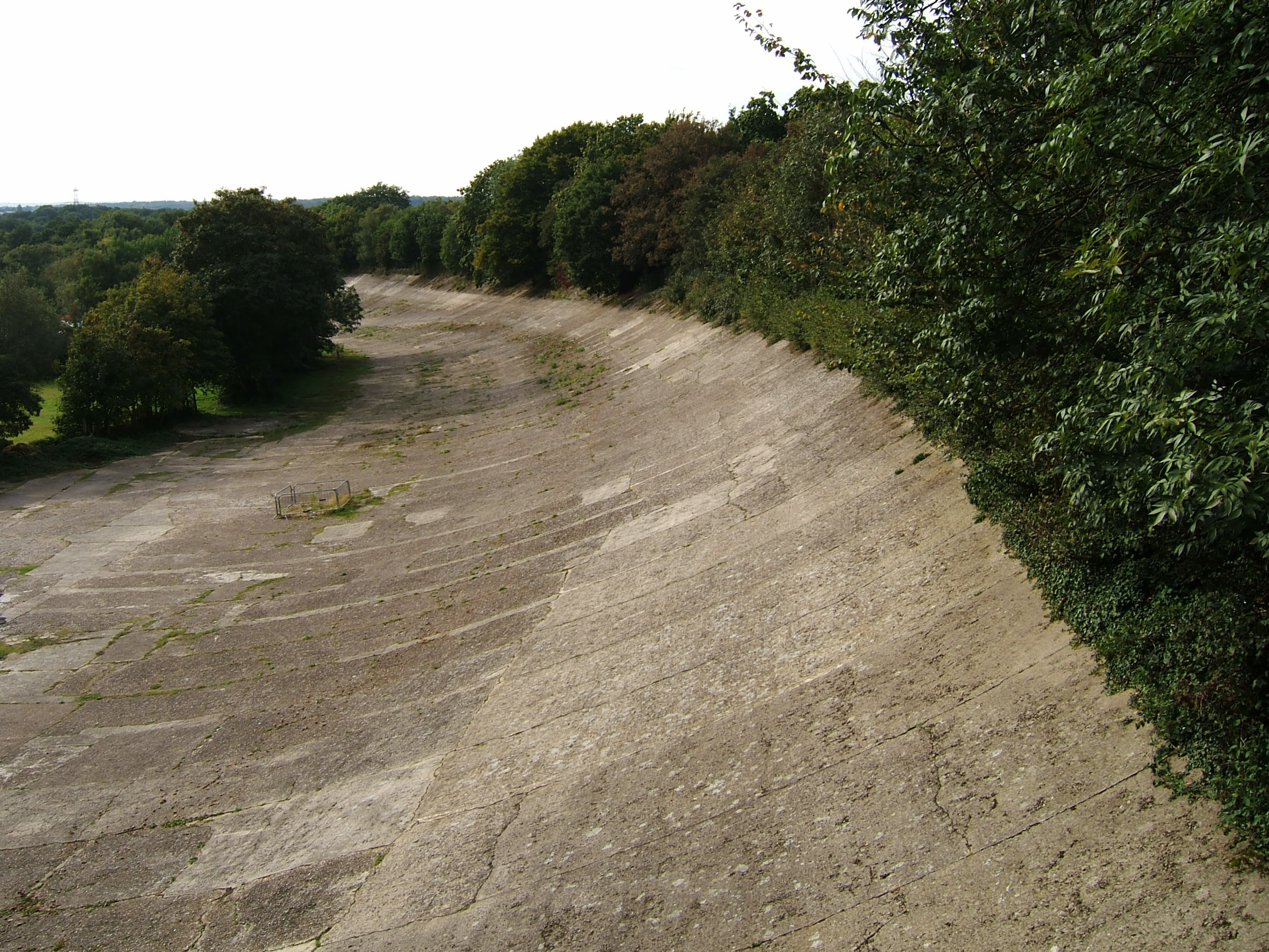
Brooklands 2007: Reste des Ovalkurses

Dadurch angeregt veranlasste Sir Malcolm Campbell den Entwurf eines moderneren Kurses, der am 1. Mai 1937 eröffnet und nach ihm benannt wurde. Beim ersten Rennen gewann Prinz Bira auf einem Maserati.
Viele britische Nachwuchspiloten wie Mike Hawthorn, Peter Whitehead, Roy Salvadori oder Ken Wharton verdienten sich hier ihre ersten Meriten.
Im und nach dem Zweiten Weltkrieg wurde die Anlage nur noch von der Flugzeugindustrie (Vickers) genutzt. Die Oval-Strecke wurde an mehreren Stellen zerstört, um große Zufahrtswege zu ermöglichen.
Eine Mercedes-Benz-World wurde dort 2006 eröffnet.

### Brooklands Aerodrome
Gleich im ersten Jahr des Bestehens begann auch die Luftfahrtgeschichte. Es war zunächst freilich nur eine kleine Episode: Ein Monsieur Bellamy aus Frankreich tauchte auf und brachte einen Flugapparat mit. Er gab vor, im italienischen Modena damit 457 Meter geflogen zu sein. Locke-King, stets aufgeschlossen für Neues, zeigte sich großzügig und gab ihm 100 Pfund für Ausgaben, ließ ein Areal platt walzen – fertig war die erste Start- und Landebahn in Brooklands. Monsieur Bellamy bestieg seine Flugmaschine, die er zunächst auf zwei Kähne montiert hatte, um auf dem See die Propeller auszuprobieren. In die Luft ging das Gerät allerdings nie, und der Franzose verschwand so rasch wie er aufgetaucht war.
1907 unternahm Alliott Verdon Roe dort die ersten Versuche mit seinen Flugmaschinen, die später unter dem Unternehmensnamen (Firma) Avro bekannt wurden. Die regelrechte Luftfahrtgeschichte in Brooklands begann mit dem Ersten Weltkrieg. Noch bevor der Staat das Gelände requirierte, stellte Locke-King es bei Kriegsbeginn 1914 der Landesverteidigung zur Verfügung, und es entstand das erste Aerodrom des Landes. Verschiedene Flugzeuge wurden hier ausprobiert. Brooklands kann getrost als wichtigster Ort der Flugzeugfertigung während des Ersten Weltkriegs bezeichnet werden. 1915 siedelte sich das erste Unternehmen der Luftfahrtgeschichte an: Vickers Ltd. baute eine Flugzeugfertigung auf. Dazu wurden Hangars hochgezogen, direkt entlang der Rennstrecke. Die großen weißen Lettern „Vickers Ltd. – Brooklands“ auf den Hangarrückwänden sind auf vielen späteren Rennfotos zu sehen. Diese „Wand“ offenbarte bei den Autorennen nach dem Ersten Weltkrieg die Tücken der Aerodynamik: Die Fahrer mussten mit dem entstehenden Sog bei der schnellen Vorbeifahrt zurechtkommen.
Bis zum Zweiten Weltkrieg war die Landebahn auch der zivilen Luftfahrt gewidmet. Nachdem es dort bereits 1910 die erste Flugschule gegeben hatte, wurden weitere eröffnet. Rundflüge wurden angeboten, der Brooklands Flying Club gegründet. Weitere Flugzeughersteller siedelten sich an. Während des Zweiten Weltkriegs waren die beiden Flugzeughersteller Vickers-Armstrong und Hawker Alleinnutzer des gesamten Geländes, um militärisches Fluggerät zu bauen. Dazu wurde die vorhandene Startbahn ausgebaut und die Fertigung ausgeweitet. Verschiedene Baumaßnahmen und Bombenschäden griffen tief in die Rennstrecke ein – sie wurde nach dem Weltkrieg nicht mehr für Autorennen genutzt.
Bei Vickers-Armstrong entstand während des Zweiten Weltkriegs auch die „Bouncing Bomb“, eine Spezialbombe zur Zerstörung von Staudämmen, die auf der Wasseroberfläche bis zum Damm sprang, dort herabsank und in der Tiefe des Wassers zündete.
1946 kaufte Vickers-Armstrong das Gelände für 330.000 Pfund, und Brooklands behielt seine Stellung als führender Ort der Flugzeugfertigung in Großbritannien. Die Vickers Viking aus dem Jahr 1945 war das erste Flugzeug einer erfolgreichen Familie großer ziviler und militärischer Flugzeuge. Beispielsweise entstanden dort die Düsenflugzeuge Valiant und VC10. Vickers-Armstrong erweiterte seine Fertigungshallen über die Jahre beträchtlich, sie gingen an die spätere British Aerospace über. Die Fertigung und damit die Fabrik wurden 1987 geschlossen.
Die sehenswerte Luftfahrt-Bilanz von Brooklands: Neben allen Aktivitäten siedelten sich über die Jahre bekannte Unternehmen an, beispielsweise Avro, BAC, Bleriot, Bristol, British Aerospace, Hawker, Sopwith und Vickers-Armstrong. Etwa 18.000 Flugzeuge in 250 verschiedenen Typen wurden dort gefertigt und sind in Brooklands erstmals geflogen.

## Rekorde
Noch vor dem Eröffnungsrennen erlebte die Rennstrecke ihre erste Rekordfahrt. Am 28. Juni 1907 startete Selwyn Edge zu einer 24-Stunden-Fahrt, um den Streckenrekord von 1754 Kilometer zu brechen, den zwei Amerikaner hielten. Edge’s Fahrt voraus geht eine intensive Diskussion, ob der Mensch diese Anstrengungen und Geschwindigkeit aushalten könne und ob das Auto überhaupt solange halten werde – die Diskussion brachte vor allem der neuen Rennstrecke eine unverhoffte Werbung. Edge erreichte sein Ziel: Innerhalb von 24 Stunden legte er bei einer Durchschnittsgeschwindigkeit von 107,87 km/h rund 2531 Kilometer zurück. Gleichzeitig setzte er Weltrekorde für sämtliche Zeitenstrecken von 1 bis 24 Stunden sowie Zeitrekorde für 50 Meilen und 1000 Meilen. Sein Fahrzeug war ein Napier 60 PS, der zwar seiner Touringkarosserie beraubt, sonst aber wohl weitgehend serienmäßig war.
Der Engländer W. E. Cook setzte am 16. Juni 1909 den weltweit ersten gezeiteten Rekord für Motorräder. Er erreichte mit einer NLG (North London Garages) mit einem Peugeot V-Twin-Motor 122,16 km/h.
Werksfahrer Victor Héméry präsentierte den Benz 200 PS (Blitzen-Benz) am 8. November 1909 in Brooklands und stellte einen neuen Landgeschwindigkeitsrekord auf. Mit fliegendem Start erreichte er über eine Meile eine Durchschnittsgeschwindigkeit von 205,7 km/h, durchbrach damit erstmals in Europa die magische Marke von 200 km/h.
L. G. „Cupid“ Hornsted übertraf am 22. Dezember 1913 in Brooklands den Rekord von Héméry und stellte mit 118,4 km/h einen neuen Bestwert über den stehenden Kilometer auf. Am 14. Januar 1914 stellte er sieben neue Rekorde auf. Das höchste Mittel aus Hin- und Rückfahrt erzielte er dabei über eine halbe Meile mit fliegendem Start. Hierbei erreichte der Wagen 199,3 km/h.
Am 24. Juni 1914 trat Hornsted erneut an, mit Erfolg: Der Weltrekord für eine Meile mit fliegendem Start stand nun bei 199,71 km/h. Seine Höchstgeschwindigkeit von 206,25 km/h stellte nicht nur einen neuen Klassenrekord dar, sondern war auch die bis dato höchste Geschwindigkeit, die in Brooklands gemessen wurde.
Zu einiger Berühmtheit gelangte 1921 ein besonderes Fahrzeug: Louis Zborowski brachte seinen „Chitty Bang Bang“ nach Brooklands. Auf ein Vorkriegs-Chassis von Mercedes ließ er einen Maybach-Flugmotor mit rund 23 Liter Hubraum montieren, der ungefähr 300 PS entwickelte. Der Auspuff bestand im Wesentlichen aus einem armdicken Rohr. Chitty I, wie es auch hieß, erfuhr noch einige Änderungen, bis es 1922 mit 182,58 km/h seine schnellste Runde fuhr. Chitty I war in Brooklands das erste Ungetüm auf Rädern mit einem Flugzeugmotor, und die nächsten Jahre sollten noch einige davon bringen. Beispielsweise den Napier-Railton mit einem Napier-Lion-Motor, der 12 Zylinder, einen Hubraum von fast 24 Liter und eine Leistung von rund 500 BHP hatte. Auf ihm brach John Cobb um Ostern 1934 zunächst den Rundenrekord mit 216,79 km/h, um dann mit 230,84 km/h einen Rekord zu setzen, der in Brooklands nicht mehr übertroffen wurde.
Aber nicht nur Automobile fuhren auf dieser Rennstrecke Rekorde, sondern auch Motorräder. So fuhr zum Beispiel der Engländer Nott mit einer 500-cm³-Rudge 1930 den Stundenrekord von 170,38 km/h.

## Zeitleiste
| 1906          | - Hugh Fortescue Locke-King beschloss, eine Auto- und Motorradrennstrecke zu bauen. Sie erhielt den Namen Brooklands. - Oktober: Baubeginn. Unter gewaltigem Aufwand entstand der Rundkurs. |
| 1907          | - 17. Juni: Eröffnung. Die Gesamtlänge der Rennstrecke betrug 5,2 Kilometer (3,25 Meilen), sie enthielt zwei Steilkurven, jeweils verbunden von Geraden. Es gab 5000 Sitz- und 250.000 Stehplätze. - 28. Juni: Erste Rekordfahrt. Selwyn Edge legte innerhalb von 24 Stunden bei einer Durchschnittsgeschwindigkeit von 107,87 km/h (67,03 Meilen pro Stunde) rund 2531 Kilometer zurück (1581 Meilen und 1340 Yard). - Während der ersten Saison wurde die offizielle Zeitnahme eingeführt. Spezielle Geräte wurden entwickelt und immer weiter verbessert. |
| 1909          | - Der Test Hill entstand, damit Fahrzeughersteller die Steigfähigkeit und die Bremsen ihrer Produkte erproben konnten. - 8. November: Victor Hémery durchbrach auf einem Blitzen-Benz erstmals die damalige magische Marke von 200 km/h (etwa 125 mph). Er erreichte über eine Meile mit fliegendem Start eine Durchschnittsgeschwindigkeit von 205,7 km/h |
| 1914 bis 1918 | Der Autorennsport kam durch den Ersten Weltkrieg zum Erliegen. Das Gelände wurde für die Flugzeugherstellung und Erprobung genutzt. |
| 1922          | „Chitty Bang Bang III“, ein Rekordfahrzeug mit einem Maybach-Flugzeugmotor, fuhr 182,58 km/h (113,45 mph). |
| 1924          | Der „Brooklands Silencer“, ein spezieller Schalldämpfer, war die Antwort auf Lärmproteste von Anwohnern an der Rennstrecke. |
| 1934          | John Cobb erreichte auf einem Napier-Railton zunächst 216,79 km/h (134,71 mph), schließlich 230,84 km/h (143,44 mph). Diese Rekordmarke wurde in Brooklands nicht mehr überboten. Das Fahrzeug befindet sich heute im Brooklands Museum. |
| 1937          | Der Campbell Circuit entstand, ein kurvenreicher Kurs im Innern des Ovals, um Rennveranstaltungen zu neuer Attraktivität zu verhelfen. |
| 1938          | Letzte volle Rennsaison in Brooklands. |
| 1939          | 7. August: Letztes Rennen in Brooklands. |
| bis 1945      | Die Flugzeugproduktion wurde wegen des Zweiten Weltkrieges in Brooklands deutlich erhöht. Dazu entstanden Gebäude, begleitet von weiteren Baumaßnahmen. |
| 1946          | - Januar: Der Entschluss, das Gelände an den Flugzeughersteller Vickers-Armstrong zu verkaufen, fiel. - Brooklands wurde ein Zentrum der britischen Luftfahrtindustrie. Die Fertigung dort endete 1987. |
| 1987          | Das Brooklands Museum entstand. Es ist dem Gesamterbe verpflichtet und zeigt die Auto- und Motorradgeschichte, aber auch die Luftfahrthistorie. |
| 2005          | DaimlerChrysler baute in Brooklands ein Brand Center für die Marken Mercedes-Benz, Maybach und Smart. |